# Grand Prix-wegrace van Duitsland 1975
De Grand Prix-wegrace van Duitsland 1975 was vierde race van wereldkampioenschap wegrace in het seizoen 1975. De race werd verreden op 11 mei 1975 op de Hockenheimring nabij Hockenheim.

## 500 cc
In de 500 cc klasse had Teuvo Länsivuori als snelste getraind, maar hij had een erg slechte start. Armando Toracca (invaller bij MV Agusta voor de geblesseerde Gianfranco Bonera) was als eerste weg, maar werd al in de eerste ronde ingehaald door zijn kopman Phil Read. Toracca had ook geen antwoord op de aanvallen van Giacomo Agostini en viel in de zesde ronde zelfs uit. Tegen de verwachting in kon Read zelfs voor Agostini blijven, mogelijk omdat het in Hockenheim toch vooral op de pure snelheid van de MV Agusta aan kwam. Er ontstond een enorm gevecht om de leiding, waarbij zowel Agostini als Read soms aan de kop reden. Uiteindelijk reed Agostini een nieuwe snelste ronde en hij won vóór Read. Länsivuori had zijn slechte start toch nog redelijk goed gemaakt en werd derde.

### Uitslag 500 cc
| Pos | Coureur            | Merk            | Tijd       | Punten      |
| --- | ------------------ | --------------- | ---------- | ----------- |
| 1   | Giacomo Agostini   | Yamaha          | 46' 32" 1  | 15          |
| 2   | Phil Read          | MV Agusta       | + 3" 9     | 12          |
| 3   | Teuvo Länsivuori   | Suzuki          | + 28" 3    | 10          |
| 4   | Hideo Kanaya       | Yamaha          | + 54" 6    | 8           |
| 5   | Stan Woods         | Suzuki          | + 1' 33" 2 | 6           |
| 6   | Dieter Braun       | Yamaha          | + 2' 08" 2 | 5           |
| 7   | Christian Léon     | König           | + 1 ronde  | 4           |
| 8   | Alex George        | Yamaha          | + 1 ronde  | 3           |
| 9   | Edu Celso-Santos   | Yamaha          | + 1 ronde  | 2           |
| 10  | Jack Findlay       | Yamaha          | + 1 ronde  | 1           |
| 11  | Marcel Ankoné      | Suzuki          | + 1 ronde  |             |
| 12  | John Newbold       | Suzuki          | + 1 ronde  |             |
| 13  | Helmut Kassner     | Yamaha          | + 1 ronde  |             |
| 14  | Reinhard Hiller    | König           | + 1 ronde  |             |
| 15  | Cliff Carr         | Yamaha          | + 1 ronde  |             |
| 16  | Patrick Pons       | Yamaha          | + 1 ronde  |             |
| 17  | Florian Bürki      | Yamaha          | + 1 ronde  |             |
| 18  | Peter Schrötges    | Yamaha          | + 1 ronde  |             |
| 19  | Edmund Czihak      | König           | + 1 ronde  |             |
| 20  | Pekka Nurmi        | Yamaha          | + 1 ronde  |             |
| 21  | Hans-Otto Butenuth | Yamaha          | + 1 ronde  |             |
| 22  | Walter Kaletsch    | Yamaha          | + 2 ronden |             |
| 23  | Egid Schwemmer     | Suzuki          | + 2 ronden |             |
| DNF | Mimmo Cazzaniga    | Harley-Davidson |            |             |
| DNF | Michel Rougerie    | Harley-Davidson |            |             |
| DNF | Ruedi Keller       | Yamaha          |            |             |
| DNF | Ulrich Eickmeyer   | König           |            |             |
| DNF | Horst Lahfeld      | König           |            |             |
| DNF | Peter McKinley     | Yamaha          |            |             |
| DNF | Félix Harzenmoser  | Yamaha          |            |             |
| DNF | John Cowie         | Yamaha          |            |             |
| DNF | Barry Sheene       | Suzuki          |            |             |
| DNF | Les Kenny          | Yamaha          |            |             |
| DNF | Bernard Fau        | Yamaha          |            |             |
| DNF | Charlie Williams   | Maxton-Yamaha   |            |             |
| DNF | Armando Toracca    | MV Agusta       |            | verdelerkap |
| DNF | Karl Auer          | Yamaha          |            |             |
| DNF | Steve Ellis        | Yamaha          |            |             |
| DNF | Ernst Hiller       | König           |            |             |
| DNF | Max Wiener         | Rotax           |            |             |

## 350 cc
Ondanks zijn val in de 250 cc race in Hockenheim won Johnny Cecotto de 350 cc race. Dieter Braun had de beste start, maar in de tweede ronde passeerde Cecotto hem om niet meer bedreigd te worden. Víctor Palomo nam de tweede plaats zelfs over van Braun, maar werd uiteindelijk zowel door Braun als door Patrick Pons weer ingelopen. Bij het ingaan van het Motodrome remde Palomo te laat en hij nam Pons in zijn val mee. Dieter Braun, tot dat moment vierde, kreeg zo de tweede plaats in de schoot geworpen. Pentti Korhonen (Yamaha) eindigde als derde.

### Uitslag
| Pos | Coureur             | Merk            | Tijd       | Punten |
| --- | ------------------- | --------------- | ---------- | ------ |
| 1   | Johnny Cecotto      | Yamaha          | 47' 52" 6  | 15     |
| 2   | Dieter Braun        | Yamaha          | + 22" 8    | 12     |
| 3   | Pentti Korhonen     | Yamaha          | + 1' 16"   | 10     |
| 4   | Philippe Coulon     | Yamaha          | + 1' 22" 2 | 8      |
| 5   | Hans Stadelmann     | Yamaha          | + 1' 22" 7 | 6      |
| 6   | Karl Auer           | Yamaha          | + 1' 24" 9 | 5      |
| 7   | Chas Mortimer       | Maxton-Yamaha   | + 1' 25" 3 | 4      |
| 8   | Alex George         | Yamaha          | + 1' 30" 2 | 3      |
| 9   | Les Kenny           | Yamaha          | + 1' 41" 8 | 2      |
| 10  | Peter McKinley      | Yamaha          | + 1' 44"   | 1      |
| DNF | Patrick Pons        | Yamaha          | val        |        |
| DNF | Victor Palomo       | SMAC-Yamaha     | val        |        |
| DNF | Jean-François Baldé | Yamaha          |            |        |
| DNF | Gérard Dillman      | Yamaha          |            |        |
| DNF | Thierry Tchernine   | Yamaha          |            |        |
| DNF | Tom Herron          | Yamaha          |            |        |
| DNF | Hideo Kanaya        | Yamaha          |            |        |
| DNF | Giacomo Agostini    | Yamaha          |            | bougie |
| DNF | Gérard Choukroun    | Yamaha          |            |        |
| DNF | Walter Villa        | Harley-Davidson |            |        |

## 250 cc
Walter Villa startte in Duitsland bijzonder slecht. Hij was na de duwstart al op zijn machine gesprongen, maar moest er weer af om opnieuw te duwen. Toen was het hele veld al lang vertrokken. In de zesde ronde was hij echter al derde. Johnny Cecotto nam de leiding, gevolgd door Ikujiro Takaï (Yamaha). Villa passeerde in de zevende ronde Takaï en in de tiende ronde ook Cecotto. Die probeerde Villa nog wel te volgen, maar moest dat bekopen met een val in de laatste ronde. Takaï viel ook uit en zo ging de tweede plaats naar Michel Rougerie en de derde naar Víctor Palomo (Yamaha).

### Uitslag
| Pos | Coureur             | Merk            | Tijd       | Punten |
| --- | ------------------- | --------------- | ---------- | ------ |
| 1   | Walter Villa        | Harley-Davidson | 47' 10" 8  | 15     |
| 2   | Michel Rougerie     | Harley-Davidson | + 47" 2    | 12     |
| 3   | Víctor Palomo       | SMAC-Yamaha     | + 1' 04" 1 | 10     |
| 4   | Leif Gustafsson     | Yamaha          | + 1' 04" 4 | 8      |
| 5   | Patrick Pons        | Yamaha          | + 1' 16" 8 | 6      |
| 6   | Edmar Ferreira      | Yamaha          | + 1' 26" 5 | 5      |
| 7   | Bruno Kneubühler    | Yamaha          | + 1' 26" 7 | 4      |
| 8   | Dieter Braun        | Yamaha          | + 1' 27" 7 | 3      |
| 9   | Horst Lahfeld       | Yamaha          | + 1' 41" 6 | 2      |
| 10  | Jean-François Baldé | Yamaha          | + 1' 42" 3 | 1      |
| 11  | Tapio Virtanen      | MZ              |            |        |
| 12  | Harald Merkl        | Yamaha          |            |        |
| DNF | Ikujiro Takai       | Yamaha          |            |        |
| DNF | Johnny Cecotto      | Yamaha          |            | val    |

## 125 cc
In Duitsland braken Pier Paolo Bianchi en Paolo Pileri al in de trainingen alle records. Otello Buscherini kwam met een nieuwe tweecilinder Malanca naar Hockenheim en werd in de training vierde achter Kent Andersson. Bianchi leidde de race en was voor niemand te volgen, ook niet voor zijn teamgenoot Pileri, die door valpartijen enigszins uit vorm was. Pileri moest echter wereldkampioen worden en het team was net als in Oostenrijk druk met het aangeven aan Bianchi dat hij op zijn kopman moest wachten. Toen de voorsprong was opgelopen tot 7 seconden kneep Bianchi in de remmen om Pileri voorbij te laten. Ze kwamen vlak na elkaar over de finish maar hadden intussen bijna anderhalve minuut voorsprong op derde man Andersson.

### Uitslag 125 cc
| Pos | Coureur            | Merk               | Tijd       | Punten |
| --- | ------------------ | ------------------ | ---------- | ------ |
| 1   | Paolo Pileri       | Morbidelli         | 44' 18" 9  | 15     |
| 2   | Pier Paolo Bianchi | Morbidelli         | + 0" 1     | 12     |
| 3   | Kent Andersson     | Yamaha             | + 1' 26" 6 | 10     |
| 4   | Leif Gustafsson    | Yamaha             | + 1' 49" 6 | 8      |
| 5   | Henk van Kessel    | Bridgestone-Yamaha | + 1' 59" 8 | 6      |
| 6   | Bruno Kneubühler   | Yamaha             | + 2' 08" 1 | 5      |
| 7   | Gert Bender        | Bender             | + 2' 20" 5 | 4      |
| 8   | Horst Seel         | Seel               | + 2' 33" 8 | 3      |
| 9   | Rolf Thiele        | Maico              | + 2' 35" 8 | 2      |
| 10  | Eugenio Lazzarini  | Piovaticci         | + 2' 37" 7 | 1      |
| DNF | Otello Buscherini  | Malanca            |            |        |

## 50 cc
In Hockenheim trainde Eugenio Lazzarini liefst 3,3 seconden sneller dan Julien van Zeebroeck en de andere concurrenten waren zelfs nog 2 seconden langzamer. Jan de Vries, nu monteur van Ángel Nieto, monteerde echter een sneller motorblok in de Van Veen-Kreidler en daarmee leidde die de race van start tot finish. Lazzarini startte slecht maar wist na twee ronden de tweede plaats van Van Zeebroeck over te nemen. Die wist hem nog enkele ronden te volgen maar moest toch tevreden zijn met de derde plaats.

### Uitslag 50 cc
| Pos | Coureur              | Merk              | Tijd       | Punten |
| --- | -------------------- | ----------------- | ---------- | ------ |
| 1   | Ángel Nieto          | Van Veen-Kreidler | 32' 32" 2  | 15     |
| 2   | Eugenio Lazzarini    | Piovaticci        | + 7" 1     | 12     |
| 3   | Julien van Zeebroeck | Kreidler          | + 23" 3    | 10     |
| 4   | Herbert Rittberger   | Kreidler          | + 24" 0    | 8      |
| 5   | Rudolf Kunz          | Kreidler          | + 32" 8    | 6      |
| 6   | Stefan Dörflinger    | Kreidler          | + 44" 8    | 5      |
| 7   | Gerhard Thurow       | Kreidler          | + 46" 3    | 4      |
| 8   | Jan Bruins           | Kreidler          | + 1' 28" 5 | 3      |
| 9   | Ingo Emmerich        | Kreidler          | + 1' 36" 9 | 2      |
| 10  | Hans-Jürgen Hummel   | Kreidler          | + 1' 53" 8 | 1      |
| 11  | Cees van Dongen      | Kreidler          |            |        |
| 12  | Gerrit Strikker      | Kreidler          |            |        |
| 13  | Jan Huberts          | Kreidler          |            |        |

## Zijspanklasse
In Duitsland nam de combinatie van Rolf Biland/Freddy Freiburghaus vanaf de derde ronde de leiding. Biland had een monocoque-Seymaz-combinatie waarin veel autotechniek was verwerkt, maar die werd aangedreven door een Yamaha TZ 500 tweetaktmotor. Werner Schwärzel/Andreas Huber lagen eerst tweede, maar werden ingehaald door Hermann Schmid/Martial Jean-Petit-Matile. Die vielen in de tiende ronde echter uit, waardoor Schwärzel toch tweede werd. De derde plaats was voor Rolf Steinhausen/Josef Huber.

### Uitslag zijspanklasse
| Pos | Coureur           | Bakkenist                 | Merk          | Tijd      | Punten |
| --- | ----------------- | ------------------------- | ------------- | --------- | ------ |
| 1   | Rolf Biland       | Freddy Freiburghaus       | Seymaz-Yamaha | 46' 56" 4 | 15     |
| 2   | Werner Schwärzel  | Andreas Huber             | König         | + 50" 5   | 12     |
| 3   | Rolf Steinhausen  | Josef Huber               | Busch-König   |           | 10     |
| 4   | Siegfried Schauzu | Wolfgang Kalauch          | ARO-Fath      |           | 8      |
| 5   | Herbert Haller    | Siegfried Neumann         | König         |           | 6      |
| 6   | Otto Haller       | Erich Haselbeck           | BMW           |           | 5      |
| 7   | Gerry Boret       | Nigel Boret               | Renwick-König |           | 4      |
| 8   | Heinz Thevissen   | Lorenzo Puzo              | König         |           | 3      |
| 9   | Ernst Trachsel    | Christian Graf            | TTM-Suzuki    |           | 2      |
| 10  | Herbert Prügl     | Johann Kußberger          | König         |           | 1      |
| DNF | Hermann Schmid    | Martial Jean-Petit-Matile | Schmid-König  |           |        |

1925 · 1926 · 1927 · 1928 · 1929 · 1930 · 1931 · 1933 · 1934 · 1935 · 1936 · 1937 · 1938 · 1939 · 1949 · 1950 · 1951 · 1952 · 1953 · 1954 · 1955 · 1956 · 1957 · 1958 · 1959 · 1960 · 1961 · 1962 · 1963 · 1964 · 1965 · 1966 · 1967 · 1968 · 1969 · 1970 · 1971 · 1972 · 1973 · 1974 · 1975 · 1976 · 1977 · 1978 · 1979 · 1980 · 1981 · 1982 · 1983 · 1984 · 1985 · 1986 · 1987 · 1988 · 1989 · 1990 · 1991 · 1992 · 1993 · 1994 · 1995 · 1996 · 1997 · 1998 · 1999 · 2000 · 2001 · 2002 · 2003 · 2004 · 2005 · 2006 · 2007 · 2008 · 2009 · 2010 · 2011 · 2012 · 2013 · 2014 · 2015 · 2016 · 2017 · 2018 · 2019 · 2021 · 2022 · 2023 · 2024 · 2025